# Matt Lucas
Matthew Richard Lucas (født 5. marts 1974) er en britisk komiker og skuespiller, der er mest kendt for sit arbejde med David Walliams i tv-showet Little Britian.
Lucas er opvokset fra en jødisk familie i Paddington, London. Da han var seks år, begyndte han at lide af alopeci og mistede alt sit hår. Hans far (John Stanley Lucas) døde af et hjerteanfald i en alder af 52 år.

## Filmografi

### Film
| År   | Titel                                           | Rolle                       | Noter                     |
| ---- | ----------------------------------------------- | --------------------------- | ------------------------- |
| 1998 | Jilting Joe                                     | Air Steward                 |                           |
| 1999 | Plunkett & Macleane                             | Sir Oswald                  |                           |
| 2004 | Shaun of the Dead                               | Cousin Tom                  | Cameo                     |
| 2005 | Cold and Dark                                   | Dr. Elgin                   |                           |
| 2009 | Astro Boy                                       | Sparx (voice)               |                           |
| 2010 | Alice in Wonderland                             | Tweedledum and Tweedledee   |                           |
| 2010 | The Infidel                                     | Rabbi                       |                           |
| 2010 | Les Misérables in Concert: The 25th Anniversary | Thénardier                  |                           |
| 2011 | Gnomeo & Juliet                                 | Benny (voice)               |                           |
| 2011 | Bridesmaids                                     | Gil                         |                           |
| 2012 | Small Apartments                                | Franklin Franklin           |                           |
| 2013 | The Look of Love                                | Divine                      |                           |
| 2013 | In Secret                                       | Olivier                     | Previously titled Thérèse |
| 2013 | The Harry Hill Movie                            | Otto                        |                           |
| 2014 | Paddington                                      | Joe                         |                           |
| 2016 | Alice Through the Looking Glass                 | Tweedledee and Tweedledum   |                           |
| 2017 | How to Talk to Girls at Parties                 |                             |                           |
| 2018 | A Futile and Stupid Gesture                     | Tony Hendra                 |                           |
| 2018 | Sherlock Gnomes                                 | Benny (voice)               |                           |
| 2019 | Polar                                           | Mr. Blut                    |                           |
| 2019 | Missing Link                                    | Mr. Collick (voice)         |                           |
| 2019 | The Queen's Corgi                               | Charlie (voice)             |                           |
| 2019 | Les Misérables: The Staged Concert              | Thénardier                  |                           |
| 2022 | I Came By                                       | Great British Bake-Off Host |                           |
| 2023 | Wonka                                           | TBA                         | Filming                   |

### Tv
| År        | Titel                                                  | Rolle                                                                 | Noter                                           |
| --------- | ------------------------------------------------------ | --------------------------------------------------------------------- | ----------------------------------------------- |
| 1995      | The Imaginatively Titled Punt & Dennis Show            |                                                                       | 1 episode                                       |
| 1995      | The Smell of Reeves and Mortimer                       | Mayor Hobson / Pub Landlord / Quivell Mills                           | 4 episodes                                      |
| 1995–2009 | Shooting Stars                                         | George Dawes / Marjorie Dawes                                         |                                                 |
| 1996      | Mash and Peas                                          | Danny Mash / Various roles                                            | 9 episodes; also writer                         |
| 1997      | Sunnyside Farm                                         | Mr. Mills                                                             |                                                 |
| 1997      | It's Ulrika!                                           | Various roles                                                         | TV movie                                        |
| 1998      | Barking                                                | Various Roles                                                         |                                                 |
| 1998      | You Are Here                                           | Pat Magnet                                                            | TV movie                                        |
| 1999      | Bang Bang, It's Reeves and Mortimer                    | Various roles                                                         | 1 episode                                       |
| 1999      | Sir Bernard's Stately Homes                            | Sir Bernard Chumley                                                   | 6 episodes                                      |
| 1999–2022 | Rock Profile                                           | Various characters                                                    | 31 episodes; also writer                        |
| 2000      | Da Ali G Show                                          |                                                                       | Wrote 1 episode                                 |
| 2000      | Lum the Invader Girl                                   | Ataru Moroboshi (voice)                                               | English BBC dub of Urusei Yatsura; 2 episodes   |
| 2001      | Fun at the Funeral Parlour                             | Father Titmus / Isaac Hunt                                            | 2 episodes                                      |
| 2001      | Randall & Hopkirk (Deceased)                           | Nesbit                                                                | 1 episode: "Revenge of the Bog People"          |
| 2002      | Surrealissimo: The Scandalous Success of Salvador Dalí | Luis Buñuel                                                           | TV movie                                        |
| 2002      | Captain V                                              |                                                                       | TV movie                                        |
| 2003      | Comic Relief 2003: The Big Hair Do                     | Su Pollard: Blankety Blank                                            | TV movie                                        |
| 2003–2006 | Little Britain                                         | Various Roles                                                         | 23 episodes; also writer                        |
| 2004      | Catterick                                              | Roy Oates / Dan the Shellfish Man / Webster                           | 6 episodes                                      |
| 2004      | French and Saunders                                    |                                                                       | 1 episode                                       |
| 2004      | The All-Star Comedy Show                               | Various roles                                                         | TV movie                                        |
| 2004      | AD/BC: A Rock Opera                                    | God                                                                   | TV movie                                        |
| 2005      | Look Around You                                        | Dr. Phillip Lavender                                                  | 2 episodes                                      |
| 2005      | Casanova                                               | Villars                                                               | Mini-series; 2 episodes                         |
| 2005–2006 | King Arthur's Disasters                                | Merlin                                                                |                                                 |
| 2006      | Popetown                                               | Cardinal One / Jackie Cohen                                           | 10 episodes                                     |
| 2006      | The Wind in the Willows                                | Toad                                                                  | TV movie                                        |
| 2007      | The National Television Awards 2007                    | Lou                                                                   | TV movie                                        |
| 2007      | Gavin & Stacey                                         | Jammy                                                                 | 1 episode                                       |
| 2007      | Neighbours                                             | Andy Pipkin                                                           | 1 episode: "British Bulldog"                    |
| 2007      | Kath & Kim                                             | Karen                                                                 | 2 episodes                                      |
| 2008      | Little Britain USA                                     | Various roles                                                         | 6 episodes; also writer and executive producer  |
| 2009      | Kröd Mändoon and the Flaming Sword of Fire             | Chancellor Dongalor                                                   | 6 episodes                                      |
| 2009      | Comic Relief 2009                                      | Julie / Matt Van-Laaast / Ellie Grace                                 | TV movie                                        |
| 2009      | Pride of Britain Awards 2009                           | Andy                                                                  | TV movie                                        |
| 2010      | Funny or Die Presents                                  | Graham Rhys Grahamcox                                                 | 1 episode "The Carpet Brothers"                 |
| 2010      | The One Ronnie                                         | Various characters                                                    | TV movie                                        |
| 2010–2011 | Come Fly with Me                                       | Various roles / Fearghal O'Farrell / Keeley St Clair / Mickey Minchin | 6 episodes; also writer and associate producer  |
| 2012      | The Greatest Footie Ads Ever                           | Andy                                                                  | TV movie                                        |
| 2012–2013 | Portlandia                                             | Stu                                                                   | 2 episodes                                      |
| 2013      | Community                                              | Toby Weeks                                                            | 1 episode: "Conventions of Space and Time"      |
| 2013      | Super Fun Night                                        | Derrick                                                               | Guest appearance                                |
| 2014      | The Life of Rock with Brian Pern                       | Ray Thomas                                                            |                                                 |
| 2015      | Pompidou                                               | Pompidou                                                              | Also writer and director                        |
| 2015      | Fresh Off the Boat                                     | Mr. Fisher                                                            | Episode: "Boy II Man"                           |
| 2015–2017 | Doctor Who                                             | Nardole                                                               | 15 episodes                                     |
| 2015      | Man Seeking Woman                                      | Igor                                                                  | Episode: "Teacup"                               |
| 2016      | Bull                                                   | Mr. Richards                                                          | Episode: "A Faberge Egg"                        |
| 2016      | Galavant                                               | Peasant John                                                          | Episode: "Aw, Hell, the King"                   |
| 2016      | Mack & Moxy                                            | Admirable Matt                                                        | Episode: "A Spectrum of Possibilities"          |
| 2016      | A Midsummer Night's Dream                              | Nick Bottom                                                           | TV movie                                        |
| 2016      | Round Planet                                           | Narrator                                                              | 10 episodes                                     |
| 2017      | Bill Nye Saves the World                               | Himself                                                               | Episode: "The Sexual Spectrum"                  |
| 2017      | Stella                                                 | Wes                                                                   | Episode: 6.1                                    |
| 2018      | Who Is America?                                        |                                                                       | Writer                                          |
| 2019      | Moominvalley                                           | Teety-Woo                                                             | In production                                   |
| 2020—2023 | The Great British Bake Off                             | Co-presenter                                                          | Alongside Noel Fielding; replaced Sandi Toksvig |
| 2020      | Reasons to Be Cheerful with Matt Lucas                 | Presenter                                                             |                                                 |
| 2021      | The Masked Singer                                      | Guest panelist                                                        | Series 2, Episode 7; Semi-Final                 |
| 2021      | 50 Years of Mr Men with Matt Lucas                     | Presenter                                                             | TV documentary                                  |
| 2021      | Legends of Tomorrow                                    | Aleister Crowley (voice)                                              | 2 episodes                                      |
| 2021      | RuPaul's Drag Race UK                                  | Guest Judge                                                           | Episode: The Return of Royalty                  |
| 2021      | Gogglebox for Stand Up to Cancer                       | Himself                                                               | Series 18, episode 5 (Su2c special)             |
| 2022      | Deep Heat                                              | Administrator                                                         | The Showcase                                    |
| 2022—     | Fantasy Football League                                | Co-presenter                                                          | Co-writer                                       |

### Kortfilm
| År   | Titel                                                | Rolle           | Noter       |
| ---- | ---------------------------------------------------- | --------------- | ----------- |
| 1996 | Shooting Stars: Unviewed and Nude                    | George Dawes    | Video       |
| 1997 | Dennis Pennis R.I.P.                                 | 'The Quill'     | Video       |
| 2003 | Moo(n)                                               | Bee             | Short       |
| 2003 | Welcome to Glaringly                                 | Various roles   | Short       |
| 2005 | Alan Partridge Presents: The Cream of British Comedy | Daffydd Thomas  | Video       |
| 2007 | Fievel Throws Down                                   |                 | Short       |
| 2010 | The RRF in New Recruit                               | Sparx (voice)   | Video short |
| 2020 | The Best of Days                                     | Nardole (voice) | Video short |

### Webvideoer
| År   | Titel             | Rolle             | Noter                                             |
| ---- | ----------------- | ----------------- | ------------------------------------------------- |
| 2020 | Unfinished London | Man from Hounslow | 1 episode: "What's wrong with London's boroughs?" |

### Radiodramaer
| År   | Titel                      | Rolle                  | Noter |
| ---- | -------------------------- | ---------------------- | ----- |
| 2001 | Doctor Who: The One Doctor | Cylinder / The Jelloid |       |

### Teater
| År        | Produktion                                      | Rolle                                | Scene                       |
| --------- | ----------------------------------------------- | ------------------------------------ | --------------------------- |
| 2002      | Taboo                                           | Leigh Bowery                         | Venue Theatre, London       |
| 2005–2007 | Little Britain Live                             | Writer and performer (various roles) | UK and Australian tours     |
| 2009      | Prick Up Your Ears                              | Kenneth Halliwell                    | Comedy Theatre, London      |
| 2010      | Les Misérables in Concert: The 25th Anniversary | Thénardier                           | The O2, London              |
| 2011      | Les Misérables                                  | Thénardier                           | Queen's Theatre, London     |
| 2014      | Monty Python Live (Mostly) - 5 July show        | Himself (The 'Blackmail' sketch)     | The O2, London              |
| 2018      | Me and My Girl                                  | Bill Snibson                         | Chichester Festival Theatre |
| 2019      | Les Misérables: The All-Star Staged Concert     | Thénardier                           | Gielgud Theatre, London     |
| 2019–2020 | Les Misérables                                  | Thénardier                           | Sondheim Theatre, London    |
| 2020–2021 | Les Misérables: The Staged Concert              | Thénardier                           | Sondheim Theatre, London    |